# Soy Tour
Soy Tour é a segunda turnê mundial da artista argentina Lali Espósito, feito para promover o segundo álbum de estúdio, Soy. A turnê foi anunciada oficialmente no dia 27 de maio de 2016, patrocinada pelas marcas Claro e Samsung, estreando em 8 de setembro de 2016 em uma mini residência no Ópera Allianz de Buenos Aires e, encerrando no Festival Coca-Cola Music Experience na Espanha no dia 21 de outubro de 2017.

## Antecedentes
Em 27 de maio de 2016, 7 dias depois da publicação de Soy, Espósito anuncia oficialmente as primeiras datas da turnê via Twitter, Instagram e Facebook; no anúncio, estão confirmados shows na Argentina, Paraguai e Uruguai.
Em 13 de maio, a cantora se apresentou no festival musical Radio Disney En Vivo no Estádio Luna Park em Buenos Aires. Em 28 de maio, Lali é convidada pela boy band mexicana CD9 a cantar a música "Own The Night" no Coca-Cola Estudio FM no México. No dia 24 de junho, Espósito performou como ato de abertura na The 7/27 Tour da girl band norte-americana Fifth Harmony, no Movistar Arena em Santiago no Chile
.

## Sinopse
A apresentação começa com um hexágono voador fluorescente a partir do qual emerge Lali Espósito cantando "Soy". "Irresistible" é a segunda faixa a ser executada, seguida por uma referência a Michael Jackson quando uma das bailarinas executa vários passos do mesmo ao som da batida da bateria. Em seguida a terceira música apresentada é uma versão rock do single "Asesina" interpretada pela cantora tocando em uma guitarra rosa. Após um interlúdio musical, a mesma volta com um segundo figurino, cantando "Boomerang" e "Tu Revolución", deixando o palco em seguida para a realização do terceiro ato que no caso é um medley em versão de balada romântica das faixas do álbum anterior, "Del otro lado", "Cielo Salvador" e "Desamor". O ato balada continua com "Cree en mí", criando uma atmosfera mais íntima dominado por luzes vermelha e amarelas, no qual Lali implanta todo o seu glamour usando um vestido longo com transparência e brilhos.
As próximas canções a serem executadas são "Bomba" e "Mi Religión", em que twerk predomina como estilo de dança. Para acompanhar a canção "Lejos de mi", Espósito reuniu em um vídeo, vários de suas amigas atrizes argentinas, sendo elas Letícia Siciliani, María Del Cerro, Marina Bellati e Justina Bustos. O calor diminui à medida que Lali canta "Reina", "Ego" e "Amor es Presente", este último acompanhado por um coro.
Em direção ao fim do espetáculo, a cantora volta ao palco para mais um ato vestindo rosa para executar "Único" e "A Bailar". Já chegando na última cena, a cantora agita o público com "Mil años luz", em seguida "No estoy sola", "Histeria" e a última, "Ring Na Na".

## Setlist
Este repertório é representativo da apresentação do dia 08 de setembro de 2016.
1. "Soy"
2. "Irresistible"
3. "Asesina"
4. "Boomerang"
5. "Tu Revolución"
6. "Del Otro Lado" / "Cielo Salvador" / "Desamor"
7. "Cree en Mí"
8. "Bomba"
9. "Mi Religión"
10. "Lejos de Mí"
11. "Reina"
12. "Ego"
13. "Amor Es Presente"
14. "Unico"
15. "A Bailar"
16. "Mil años luz"
17. "No Estoy Sola"
18. "Histeria"
19. "Ring Na Na"

## Datas
| Data                       | Cidade           | País      | Local                                 | Ato de abertura  |
| -------------------------- | ---------------- | --------- | ------------------------------------- | ---------------- |
| América do Sul             |                  |           |                                       |                  |
| 08 de setembro de 2016     | Buenos Aires     | Argentina | Ópera Allianz                         | —                |
| 09 de setembro de 2016     | Buenos Aires     | Argentina | Ópera Allianz                         | —                |
| 10 de setembro de 2016     | Buenos Aires     | Argentina | Ópera Allianz                         | —                |
| 11 de setembro de 2016     | Buenos Aires     | Argentina | Ópera Allianz                         | —                |
| 01 de outubro de 2016      | Santa Fé         | Argentina | ATE Casa España                       | —                |
| 06 de outubro de 2016      | Rosário          | Argentina | Metropolitano                         | —                |
| 07 de outubro de 2016      | Tandil           | Argentina | Estádio Unión y Progresso             | —                |
| 08 de outubro de 2016      | Mar del Plata    | Argentina | Estádio Polideportivo Islas Malvinas  | —                |
| 14 de outubro de 2016      | San Juan         | Argentina | Estádio Aldo Cantoni                  | —                |
| 15 de outubro de 2016      | Mendoza          | Argentina | Arena Maipú                           | —                |
| 16 de outubro de 2016      | La Rioja         | Argentina | Superdomo La Rioja                    | Adrián Guaraglia |
| 21 de outubro de 2016      | Venado Tuerto    | Argentina | Estádio Olimpia                       | —                |
| 22 de outubro de 2016      | Córdoba          | Argentina | Arena Orfeo Superdomo                 | Future Ted       |
| 25 de outubro de 2016      | La Plata         | Argentina | Teatro Argentino de La Plata          | —                |
| 28 de outubro de 2016      | Bahía Blanca     | Argentina | Estádio Osvaldo Casanova              | —                |
| 29 de outubro de 2016      | Toay             | Argentina | Complejo Horacio del Campo            | —                |
| 04 de novembro de 2016     | La Banda         | Argentina | Estádio Vicente Rosales               | —                |
| 11 de novembro de 2016     | Ezeiza           | Argentina | Las Toscas Shopping                   | Gustavo Cejas    |
| 12 de Novembro de 2016     | Luque            | Paraguai  | Centro de convenciones de la Conmebol | Acho Laterza     |
| 01 de dezembro de 2016     | Santiago         | Chile     | Teatro Caupólican                     | Abraham Mateo    |
| 03 de dezembro de 2016[A]  | San Nicolás      | Argentina | Planta Siderar                        | —                |
| 06 de Dezembro de 2016     | Montevidéu       | Uruguai   | Teatro de Verano                      | Victoria Solé    |
| 10 de janeiro de 2017      | Punta del Este   | Uruguai   | Conrad Resort & Casino                | _                |
| 18 de janeiro de 2017[C]   | Mar del Plata    | Argentina | Passagem Hermitaje                    | _                |
| 21 de janeiro de 2017      | Pinamar          | Argentina | Auditório Praia                       | Valen Etchegoyen |
| 23 de janeiro de 2017[D]   | Buenos Aires     | Argentina | La Trastienda Club                    | —                |
| 05 de fevereiro de 2017[E] | Caseros          | Argentina | Centro Deportivo                      | —                |
| 25 de fevereiro de 2017[F] | Viña del Mar     | Chile     | Anfiteatro da Quinta Vergara          | —                |
| 04 de março de 2017[G]     | Tigre            | Argentina | Playón de la Estación                 | Banda Sin Ensayo |
| 10 de março de 2017[H]     | Dolores          | Argentina | Paseo de La Guitarra                  | —                |
| Europa                     |                  |           |                                       |                  |
| 04 de abril de 2017        | Madri            | Espanha   | Teatro Nuevo Apolo                    | —                |
| 06 de abril de 2017        | Barcelona        | Espanha   | Barts Club                            | —                |
| 09 de abril de 2017        | Milão            | Itália    | Magazzini Generali                    | —                |
| 10 de abril de 2017        | Roma             | Itália    | Orion On Stage                        | —                |
| Ásia                       |                  |           |                                       |                  |
| 13 de abril de 2017        | Tel Aviv         | Israel    | Menora Mitvachim Arena                | Noa Kirel        |
| América do Sul             |                  |           |                                       |                  |
| 29 de abril de 2017[I]     | Colón            | Argentina | Plaza San Martín                      | —                |
| 02 de maio de 2017         | Puerto Madryn    | Argentina | Arena Guillermo Brown                 | —                |
| 04 de maio de 2017         | Neuquén          | Argentina | Rainbow                               | —                |
| 06 de maio de 2017[I]      | Coronel Pringles | Argentina | Plaza Pringles                        | —                |
| 12 de maio de 2017         | Tucumán          | Argentina | Teatro Mercedes Sosa                  | —                |
| 13 de maio de 2017         | Salta            | Argentina | Teatro Provincial                     | —                |
| 19 de maio de 2017         | Posadas          | Argentina | Club Tokio                            | —                |
| 20 de maio de 2017         | Corrientes       | Argentina | Arena Club Regatas                    | —                |
| 28 de maio de 2017[I]      | Saladillo        | Argentina | Plaza 25 de mayo                      | —                |
| 17 de junho de 2017        | Santiago         | Chile     | Teatro Teletón                        | Vesta Lugg       |
| 15 de septembro de 2017    | Buenos Aires     | argentina | calle corrientes                      | ---              |
| Europa                     |                  |           |                                       |                  |
| 21 de outubro de 2017[J]   | Madri            | Espanha   | WiZink Center Arena                   | —                |
| america do sul             |                  |           |                                       |                  |
| 03 de novembre de 2017     | Buenos Aires     | argentina | luna park                             | __               |
| 10 de novembre de 2017     | Buenos Aires     | argentina | luna park                             | __               |

Festivais e outros concertos
A Este show fez parte da "Mega Fiesta de Planta Siderar" edição 2017.
B Este show foi exclusivo para a marca Claro.
C Este show é de caráter gratuito e livre.
D Este show foi exclusivo para a marca Claro.
E Este show fez parte do projeto governamental "AcercrAte" de caráter gratuito e livre.
F Este show fez parte do encerramento do Festival Internacional da Canção de Viña del Mar, edição 2017.
G Este show foi gratuito.
H Este show fez parte do line-up do Festival de la Guitarra da cidade de Dolores, edição 2017.
I Estes shows fazem parte do projeto governamental "AcercrAte" de caráter gratuito e livre.
J Este show faz parte do line-up do festival Coca-Cola Music Experience edição 2017 em Madri.

## Cancelados e reprogramados
| Data                    | Cidade             | País      | Local                           | Acontecimento             | Motivo                                                   |
| ----------------------- | ------------------ | --------- | ------------------------------- | ------------------------- | -------------------------------------------------------- |
| 12 de dezembro de 2016  | Buenos Aires       | argentina | metropolitan city               | cancelado                 | cancelado por lali                                       |
| 05 de novembro de 2016  | Catamarca          | Argentina | Predio Ferial                   | Cancelado                 | Desconhecido.                                            |
| 10 de dezembro de 2016  | Guayaquil          | Equador   | Coliseo Voltarie Paladines Polo | Remarcado para 10/02/2017 | Problemas de logística.                                  |
| 10 de fevereiro de 2017 | Guayaquil          | Equador   | Centro de Convenciones          | Cancelado                 | Problemas com a produtora.                               |
| 01 de maio de 2017      | Comodoro Rivadavia | Argentina | Teatro Maria Auxiliadora        | Cancelado                 | Problemas com inundações e falta de estrutura na cidade. |

### Mudanças de local
| Data                  | Cidade   | País      | Antigo local             | Novo local              | Motivo                                                      |
| --------------------- | -------- | --------- | ------------------------ | ----------------------- | ----------------------------------------------------------- |
| 07 de outubro de 2016 | Tandil   | Argentina | Anfiteatro Martín Fierro | Arena Unión y Progresso | Desconhecido.                                               |
| 09 de abril de 2017   | Milão    | Itália    | Fabrique                 | Magazzini Generali      | Problemas de organização, segundo a produtora, Live Nation. |
| 16 de junho de 2017   | Santiago | Chile     | Teatro Caupólican        | Teatro Teletón          | Desconhecido.                                               |